# Michel Robert (juge)
Pour les articles homonymes, voir Michel Robert et Robert.
J.J. Michel Robert, né le 29 janvier 1938, est un juriste canadien. De 2002 à 2011, il est juge en chef du Québec.

## Biographie
Il est admis au barreau du Québec en 1962. De 1963 à 1965, il est président des jeunes du Parti libéral du Canada. De 1982 à 1985, il est membre de la Commission royale sur l'union économique et les perspectives de développement du Canada, dirigée par Donald Stovel Macdonald. De 1986 à 1990, il est président du Parti libéral du Canada. En 1991, il est nommé au Conseil privé de la Reine pour le Canada lorsque le premier ministre Brian Mulroney le nomme au Comité de surveillance des activités de renseignement de sécurité.
Parallèlement à cette carrière politique, Robert mène une carrière juridique au sein du cabinet Robert Dansereau, Barré, Marchessault et Lauzon, puis en pratique privé au sein de Langlois Robert de 1990 à 1995. En 1995, il est nommé juge puîné à la Cour d'appel du Québec. Le 25 juin 2002, il devient juge en chef du Québec. Il se retire en 2011.

## Prises de position
Certaines personnes se sont demandé pourquoi les avocats donateurs au Parti libéral semblent avoir plus de chances d'être admis à des postes de magistrature sous nomination fédérale et pourquoi les avocats partisans de partis souverainistes semblent parfois être exclus de la magistrature. D'après les auteurs Alain-G. Gagnon et David Sanschagrin, le juge Robert a affirmé dans une entrevue avec les médias à ce sujet que « les avocats souverainistes ne devraient pas monter en garde puisqu'ils n'adhèrent pas au système fédéral canadien et c'est dans ce système-là qu'on opère ».

## Distinctions
- 2013 : Officier de l'Ordre du Canada.